# های‌پست
های‌پست CJSC (ارمنی: Հայփոստ) گرداننده رسمی پست ملی ارمنستان است که خدمات پستی، پرداختی و جزئی را فراهم می‌کند. های‌پست هم‌اکنون به واسطه ۹۰۰ دفتر پستی در سطح ارمنستان، از مناطق شهری تا مناطق دوردست روستایی خدمات‌رسانی می‌کند.